# Antónia, a Velha
Antónia (português europeu) ou Antônia (português brasileiro), dita a Velha (em latim: Antonia Maior; 39 a.C. - ?) foi a filha mais velha de Marco António e Octávia, a irmã de César Augusto. Morreu pouco antes do ano 25 da nossa era.
Antónia casou com Lúcio Domício Enobarbo em 26 a.C., e foi mãe de:
- Domícia Lépida, a Velha;
- Cneu Domício Enobarbo, que casou com Agripina Minor e foi pai do imperador Nero;
- Domícia Lépida, a Jovem, que casou com Valério Messala Barbato e foi mãe de Valeria Messalina, terceira mulher do imperador Cláudio.